# Carl Heinrich Konstantin von Ende
Carl Heinrich Konstantin von Ende (Eigenschreibweise), modernisiert auch Karl Heinrich Konstantin von Ende oder veraltet Carl Heinrich Constantin von Ende (* 1. Juli 1784 in Merseburg; † 21. April 1845 in Potschappel) war ein königlich-sächsischer Geheimer Rat, Amtshauptmann und Kurator der Universität Leipzig sowie Rittergutsbesitzer.

## Leben
Er stammte aus dem meißnischen Adelsgeschlecht von Ende und war der Sohn des Erbherrn auf Roitzsch und königlich-sächsischen Oberhofrichter wie auch stift-merseburgischer Kammerrat Carl Bernhard von Ende († 3. Oktober 1807). Der königlich-polnische und kurfürstlich-sächsische Geheimer Rat, Oberhofrichter, Direktor des Konsistoriums Leipzig sowie Rittergutsbesitzer Carl Gottlob von Ende (1700–1771) war sein Großvater.
Im Kurfürstentum Sachsen stieg Carl Heinrich Konstantin von Ende nach Abschluss seines Jurastudiums an der Universität Leipzig zunächst als Stiftsregierungsrat in Merseburg und Oberhofgerichtsassessor in Leipzig auf. Als solcher erwarb er im Jahre 1807 eine Hälfte des Rittergutes Niederbeuna von Heinrich August von Holleuffer und 1809 zusätzlich dessen zweite Hälfte für insgesamt 51.000 Taler. 1810 wird er als Supernumerar, Regierungs-, auch Oberhofgerichtsrat bezeichnet. 1813 ist er zusätzlich auch als Konsistorialrat tätig.
Am 1. Juni 1820 verkaufte er als königlich-sächsischer Amtshauptmann sein nunmehr im Königreich Preußen gelegenes Gut Niederbeuna an Friedrich Wilhelm Scheibner aus Kloster Lehnin.

## Ehrungen
1843 war er Träger des sächsischen Komturkreuzes.

## Familie
Verheiratet war er mit Wilhelmine Friederike Sophie von Haeseler (* 10. Mai 1783; † 1854/56 in Dresden). Sie war die Tochter von Friedrich August von Haeseler (1729–1796), kurfürstlich-sächsischer Kammer- und Jagdjunker sowie Oberforst- und Wildmeister in Schleusingen und der Sophie Wilhelmine geborene von Wurmb (* 7. November 1761; † 20. September 1793). Wilhelmine Frederike Sophie von Ende war die Stifterin der Haeseler-von-Ende-Stiftung.